# Gymnasium Eppendorf
Das Gymnasium Eppendorf ist ein achtstufiges neusprachlich-mathematisches und naturwissenschaftliches Gymnasium mit einer bilingualen Ausbildung in Hamburg-Eppendorf.

## Geschichte

### Deutsches Kaiserreich und Weimarer Republik
Das Gymnasium Eppendorf wurde 1902 bis 1904 unter dem Entwurf von Carl Johann Christian Zimmermann erbaut.
Am 18. April 1904 wurde die Vor- und Realschule für Jungen in der Hegestraße 35 in Hamburg-Eppendorf gegründet. Die im Jahre 1908 eingeführte Schulordnung der Realschule bestimmte: Bei Anfängern sind Schulkenntnisse bei der Aufnahme unerwünscht. Für den Übergang in 6. Klasse (also 4. Schuljahr) Lesen deutsche und lateinische Druckschrift, Kenntnis der Redeteile, reinliche und genügend ausgebildete Handschrift in deutscher und lateinischer Schrift, Vorgesprochenes ohne grobe Fehler gegen die Rechtschreibung nachzuschreiben (Diktat), Sicherheit in 4. Grundrechnungsarten; Pflicht zur Teilnahme am Religionsunterricht - Ausnahme andere als ev. lutherische: jüdische Schüler auf schriftliche Antrag am Sonnabend und an jüdischen Feiertagen vom Schulbesuch, Schreiben befreit. Verpflichtung des Schülers zu Gehorsam und Ehrerbietung gegen die Lehrer; Privatstunden und Nachhilfe sind dem Klassenlehrer anzuzeigen, durch Lehrer der Schule Meldung an den Direktor. Mitbringen anderer als Schulbücher untersagt. Ferienordnung,. Zeugnisse vierteljährlich. Nach zweimaliger Wiederholung Relegation möglich. Jahresschulgeld beträgt für Realschule 144 Mark, Vorschule 120 Mark, vierteljährliche Zahlung zulässig. Damals besuchten zwischen 150 und 190 Jungen die Schule.
Aufgrund einer Entscheidung von Bürgerschaft und Senat vom Oktober 1910 wurde die Erweiterung zur Oberrealschule beschlossen. Ab 1912 folgte die entsprechende bauliche und personelle Erweiterung, die 1914 abgeschlossen war. Die Schule erhielt dabei Chemie- und Physikräume mit entsprechenden Laboreinrichtungen. Außerdem verfügte sie über Sammlungen von Tieren und Pflanzen für den Biologie- und über Materialien für den Erdkundeunterricht. Ein Musikraum und eine große mit einer Orgel ausgestatteten Aula gehörten ebenfalls zur Einrichtung. Unterhalb der Aula befand sich eine Turnhalle, der Mitte der 1930er Jahre eine weitere kleine und niedrigere angefügt wurde (Beide Räume wurde im Zweiten Weltkrieg zur Getreidelagerung benutzt). Eine Bibliothek ergänzte die Ausstattung der Schule.
Nachdem der Schule rückwirkend für die Abgänge des Jahres 1908 die Ausstellung von Zeugnissen für die wissenschaftliche Befähigung zum einjährig-freiwilligen Militärdienst zugestanden worden war, konnte ab 1912 die Schulzeit mit der Reifeprüfung (Abitur) abgeschlossen werden. Damit erfüllte die Schule alle Voraussetzungen für ein Hochschulstudium.

### Nationalsozialismus und Zweiter Weltkrieg
Nach Erhebungen über die Schulen im Nationalsozialismus soll die Oberrealschule Eppendorf schon früh ein Hort nationalsozialistischen Gedankengutes gewesen sein. 1936 wurde die Schulzeit für Höhere Schulen allgemein um ein Jahr auf acht Jahre gekürzt, zwei Jahre später, mit Beginn des Schuljahres 1938, wurden die bisherigen Oberrealschulen reichseinheitlich in Oberschulen umbenannt. Die Oberrealschule hieß nun Oberschule in Eppendorf. Schon 1934 machte sich in der Schule der politische Wandel bemerkbar. Als Verbindungsmann zur Hitlerjugend, Jugendorganisation der NSDAP, wurde die Institution des HJ-Schulführers eingerichtet. Dieser wurde in Absprache zwischen Partei und Schulbehörde bestimmt. Erster Schulführer wurde Günter Bock, ihm folgte nach seinem Abgang Walter Meyer-Hübner, danach u. a. Konrad Henckell. Die Schulordnung für die öffentlichen Volks-, Mittel- und Höheren Schulen oder Oberbau in der Hansestadt Hamburg vom 24. Januar 1939 beinhaltete u. a. die Befreiung vom Unterricht wegen Teilnahme an NSDAP-Veranstaltungen.
Unterricht
Bis 1939/40 wurde in der Woche, montags bis sonnabends, regelmäßig zwischen fünf und sechs, gelegentlich auch sieben Stunden unterrichtet. Dieses Maß wurde jedoch mit Beginn des Schuljahres ab Ostern 1940 drastisch auf täglich vier Stunden reduziert, und zwar wöchentlich abwechselnd vormittags und nachmittags. In der Hegestraße hospitierten ab diesem Zeitpunkt, im entgegengesetzten Unterrichtsturnus, die Schülerinnen des Lyzeums Curschmannstraße, dessen Gebäude wegen der Ausweitung des Krieges und im Hinblick auf die Nachbarschaft zum Allgemeinen Krankenhaus Eppendorf als Reservelazarett eingerichtet wurde. Ein Teil der Schülerschaft ging klassenweise mit ihren Lehrern in die Kinderlandverschickung (KLV) nach Bistritz im Bayerischen Wald. Während des Bombenkrieges  blieb der Schulkomplex Hegestraße weitgehend verschont. Im Flügel am Hegestieg sind Brandbomben gefallen, ohne größeren Schaden anzurichten.

### Nach 1945
Nach dem Zweiten Weltkrieg wurde die Schule als Oberschule in Eppendorf und ab 1947 als Wissenschaftliche Oberschule für Jungen in Eppendorf (bekannt als W.O.Epp) weitergeführt, ab 1957 als Gymnasium für Jungen in Eppendorf. Seit 1971 wird die Lehranstalt koedukativ betrieben und nennt sich Gymnasium Eppendorf.
Nach dem Krieg wurden einige Klassenräume an der Schulhofzufahrt am Hegestieg für die öffentliche Bücherhalle Eppendorf genutzt. Hier befindet sich ein Nebeneingang zur Schule. Die Räume wurden nach einem Neubau beim Bezirksamt Hamburg-Nord 1963 frei. Die Räumlichkeiten konnten daraufhin von der Schule nach Umbauten als Werkräume genutzt werden.
Auf der gegenüberliegenden Seite der Hegestraße befindet sich das Oberstufengebäude der Schule. Es wurde zwischen 2016 und 2017 um acht Klassenzimmer und zwei weitere Räume erweitert und 2018 eingeweiht.

### Schulleiter
- 1904–1924 Wilhelm Röttiger
- 1924–1932 Dietrich Lauenstein
- 1932–1933 Bernhard Studt
- 1933–1945 Rudolf Schmidt
- 1945–1947 Hensell (kommissarisch)
- 1947–1953 Walther Franck
- 1953–1962 Walter Kurenbach
- 1962–1972 Julius Kollwitz
- 1972–1984 Hans König
- 1984–1996 Jürgen Lienemann
- 1996–2011 Brigitte Grosse-Stölten
- seit 2011 Maike Languth

### Schülerzeitschriften
- „der schwamm“ ab Juni 1954 bis zu seinem Verbot.
- „Das Periskop“ ab Juni/August 1962 (Heft 1 Auflage 600) bis 1965.  Sonderheft zum Besuch von Königin Elisabeth (Juni 1965 Auflage 2000).

## Pädagogische Schwerpunkte und Besonderheiten

### Musik an der Schule

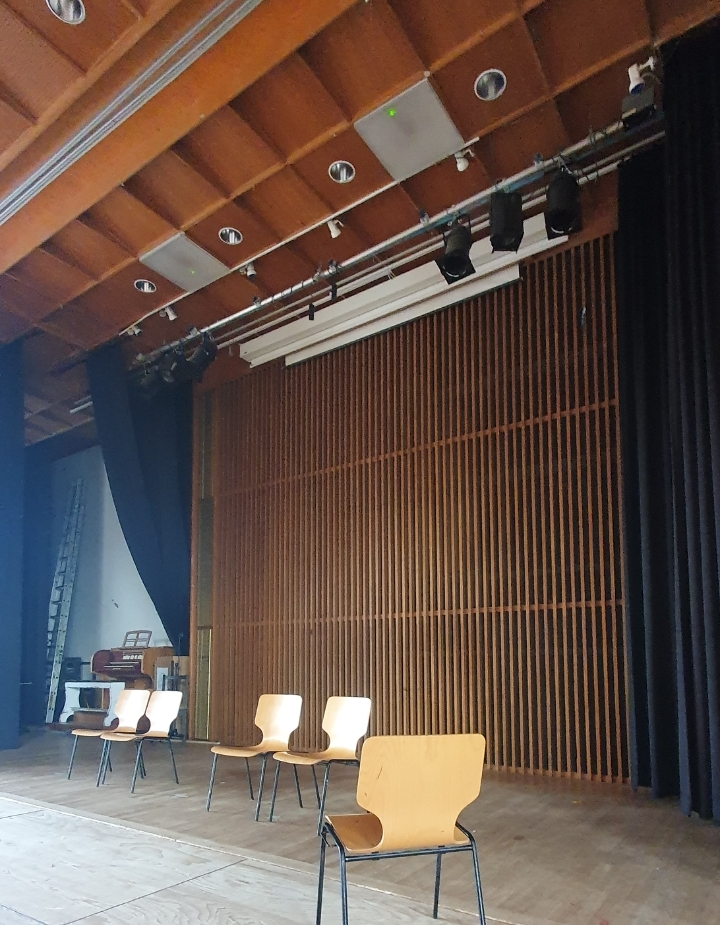
Orgel nach dem Umbau hinter Holzverkleidung

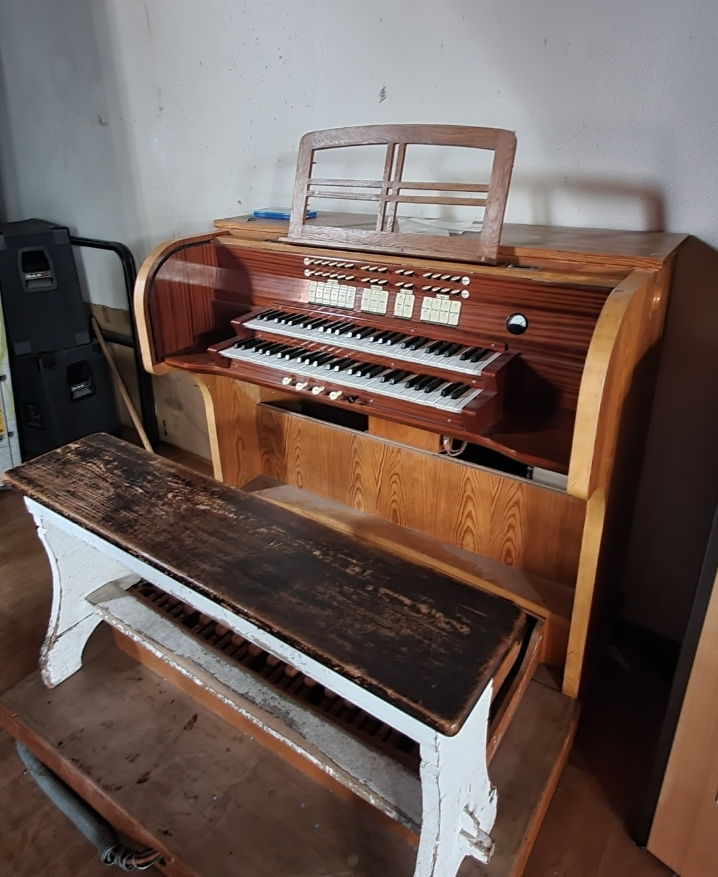
Fahrbarer Orgelspieltisch

Das Schulgebäude in der Hegestraße verfügte über keine Bühne in der Aula, nur über ein etwa 20 cm hohes Podest, auf dem sich ein Orgelspieltisch mit zwei Manualen befand. In der Mitte fiel der Blick auf den Orgelprospekt.
Das Podest gab über die gesamte Breite der Aula die Möglichkeit, nicht nur ein Orchester, sondern auch große Chöre zu platzieren.
Diese Ausstattung hat den Schulbetrieb wesentlich beeinflusst, bis der Umbau der Aula im Jahre 1967 eine Bühne bescherte. Die 1911 von Ernst Röver erbaute Orgel mit 11 Registern wurde von Franz Grollmann umdisponiert und verschwand hinter einer Wand aus Holzstäben und einem Vorhang. Der Orgelspieltisch wurde mobil hinter einem Vorhang auf der Bühne untergebracht.
- Musikepoche Heinz Hamm (1914–1949)

Im Schuljahr 1914/15 begann Heinz Hamm als Musiklehrer seinen Dienst. Von ihm wurde die Orgel in den Musikunterricht einbezogen. Aus dem Singunterricht wurde Musikunterricht, und der Schulchor wurde aufgebaut. Der Schulchor wurde nicht nur in der Schule tätig, sondern auch bei Aufführungen in der Eppendorfer St. Johanniskirche und in der Hauptkirche St. Petri. Seit 1926 wurden in der Musikhalle (Laeiszhalle) unter den Dirigenten Julius Spengel, Eugen Papst sowie Eugen Jochum die Matthäus-Passion von J.S.Bach gesungen, diese unter dem letzteren (1938?) auch in der Hauptkirche St. Michaelis. Knaben des Schulchores traten von nun an in der Oper (Carmen) und im Rundfunk (Bachkantaten) auf. 1949 wurde Heinz Hamm in den Ruhestand verabschiedet.
- Musikepoche Richard Bloh (1949–1955)

1948 trat der gelernte Apotheker Richard Bloh (1900–1955) nach seiner Ausbildung zum Musiklehrer seinen Dienst an. Er hatte während der Musikausbildung schon Kontakt mit Heinz Hamm gehabt, so dass er dessen Weg weiterverfolgen konnte und den Knabenchor weiterhin für Aufgaben in der Staatsoper und im Rundfunk schulte.
Besondere Höhepunkte seines Wirkens waren die Aufführung der Schöpfung von Haydn in der Kirche St. Johannis in Harvestehude mit dem Knabenchor sowie dem Messiah in der Hauptkirche St. Petri im Stadtzentrum. Bloh unternahm in den schwierigen Nachkriegsjahren Reisen mit den Chorknaben der Schule und finanzierte diese mit Chordarbietungen auf der Reise an verschiedenen Orten. 1955 kam Richard Bloh bei einem Verkehrsunfall ums Leben.
- Musikepoche Heinz Zabel (1955–1977)

Der Musiklehrer Heinz Zabel (1912–1994) ist 1949 in das Kollegium der Wissenschaftlichen Oberschule für Jungen in Eppendorf eingetreten und hat zusammen mit Richard Bloh den Musikunterricht an der Schule erteilt. 1950 setzte Zabel die Idee eines gemischten Chores mit den Frauenstimmen aus der „Oberschule für Mädchen an der Curschmannstraße“ um.
Nach dem Tod von Richard Bloh übernahm Heinz Zabel den gesamten Musikunterricht, die Chöre (Knabenchor mit A-Chor, Männerchor, gemischter Chor), das Schulorchester und die Einstudierung der Gesangspartien der Solisten für die Oper, den Rundfunk, das Fernsehen und für Schallplatten. Er sprach stimmbegabte Schüler für die Chorarbeit an und konnte so laufend auch bei Chorknaben nach dem Stimmbruch für Nachwuchs sorgen. Die hohe Qualität der Einstudierungen der Chöre und der Solisten waren insbesondere auf sein absolutes Gehör zurückzuführen.
Er verlangte Chordisziplin, die die Schüler aufgrund der Erfolge in der Öffentlichkeit auch meist gern auf sich nahmen. Besonders bekannt wurde der Knabenchor: Joseph Keilberth sprach von „seraphischer Klanghelle“, Wolfgang Sawallisch von „seltener Reinheit und Hingebung“, Kurt Thomas bilanzierte: „Der bei weitem beste Knabenchor, den mir je eine Schule zur Passion angeboten hat.“
Nachhaltig hat Zabel über fast drei Jahrzehnte das hamburgische Musikleben mit den Schulchören der Eppendorfer Gymnasien in der Musikhalle, in der Staatsoper, in den Hauptkirchen St. Michaelis, St. Jacobi, St. Petri und St. Nikolai begleitet.

#### Internationale Chorverbindungen
In den Jahren 1951 bis 1967 fanden 20 internationale Begegnungen der Schulchöre der zuletzt Gymnasium Eppendorf genannten Schule statt.
- 1951 bis 1953 Knabenchor zweimal in Dänemark und einmal in Schweden auf Tour
- 1954 Knabenchor Auslandsreise nach Southampton
- 1954 gemischter Chor in St. Petri mit dem Schulchor der Aalborg Katedralskole, weitere Dänisch-Deutsche Schulkonzerte in Eppendorf: 1956, 1958 und 1960
- 1955 gemischter Chor musiziert zusammen mit der Aalborg Katedralskole in Aalborg und weiter 1957, 1959 und 1961
- 1960 gemischter Chor Einladung zur Rödovre Statsskole nach Kopenhagen zum gemeinsamen Schulkonzert und weiter 1962, 1964 und 1966
- 1961 gemischter Chor zu gemeinsamen Schul- bzw. Kirchenkonzerten mit der Rödovre Statsskole in Eppendorf wie auch 1963, 1965, 1967

#### Schallplatten
- 1958/59 Knabenchor Zwei Aufnahmen von 2 Weihnachtsliedern bzw. 2 Volksweisen
- 1962 Teldec A-Chor und Männerstimmen Fahrtenlieder „Am Lagerfeuer“
- 1962 Archiv-Produktion (Deutsche Grammophon) Weihnachtsmotetten  mit dem städtischen Chor unter Adolf Detel
- 1963 Philips-Phonographische Industrie Knabenchor „Stille Nacht, heilige Nacht“ Orpheus D 1409 L
- 1963 Archiv-Produktion 15 cantus firmus Knaben singen im Norddeutschen Singkreis unter Gottfried Wolters
- 1965 Teldec Männerchor Fortsetzung Fahrtenlieder „Auf grosser Fahrt“
- 1965 Teldec Männerchor „Wohlan die Zeit ist kommen“
- 1965 Teldec Männerchor „Sing man to“
- 1966 Teldec Knabenchor Urlaubslieder

#### Fernsehen
- 1964 Studio Wandsbek: Knabenchor: Volkslieder Variationen
- 1964 Studio Rahlstedt: Knabenchor: „Der Kreuzzug“
- 1965 Studio Wandsbek: Männerchor: Gesang für Film über die FDJ

#### Rundfunk
- 1954 Knabenchor in „Ja oder Nein“ vom NWDR
- 1954 Knabenchor NWDR leiht „silberhelle“ Soprane aus für 4 Bachkantaten
- 1954 Knabenchor NWDR Aufführung 8. Sinfonie von Gustav Mahler (Sinfonie der Tausend)
- 1957 Knabenchor NDR Mitwirkung in Igor Strawinsky „Persephone“ für das neue Werk
- 1958/59 A-Chor Sechs Bachkantaten und sieben Bachkantaten für NDR
- 1960 Knabenchor in Honegger „Johanna auf dem Scheiterhaufen“ NDR
- 1960 Knabenchor in Zoltán Kodály „Psalmus hungaricus“ NDR
- 1960 Knabenchor neun Bachkantaten für NDR
- 1961 A-Chor weitere neun Bachkantaten für NDR

### Unterrichtsfach Wirtschaft
Das Gymnasium Eppendorf konnte als einziges allgemeinbildendes Gymnasium Hamburgs seit 1975 regelmäßig einen Leistungskurs Wirtschaft anbieten. Seit der Einführung der Profiloberstufe in Hamburg im Jahr 2009 wird dieser Schwerpunkt im Rahmen des Profils „Wirtschaft und Gesellschaft in globalem Kontext“ weitergeführt.

### Bilinguale Ausbildung
Seit 1991 bietet das Gymnasium Eppendorf im Rahmen einer bilingualen Ausbildung englischsprachigen Fachunterricht in Geschichte, Geographie und Biologie an. Um die nötige Grundlage hierfür zu bieten, haben alle Schüler der Klassen 5 und 6 einen um zwei Wochenstunden verstärkten Englischunterricht. In der Oberstufe besteht die Möglichkeit, zwischen zwei Varianten des bilingualen Abiturs zu wählen.

### Hege Helping Hands
„Hege Helping Hands“ nennt sich eine Arbeitsgemeinschaft von Schülern des Gymnasiums Eppendorf, die es sich zur Aufgabe gemacht hat, Not leidenden Menschen auf der ganzen Welt zu helfen. Sie wurde durch den Unterstufenkoordinator Norbert Grote im Jahr 2003 initiiert und hat neben vielen kleinen Aktionen mittlerweile zwei große Events zur Sammlung von Spenden durchgeführt:
- Im Jahr 2009 wurde bei „Wheels of Emotion“ mit einem Einrad-Marathon-Weltrekord in einer zweitägigen Wohltätigkeitsaktion rund 25.000 Euro für den Freundeskreis der Kinderklinik des UK Eppendorf zur Linderung des Leids von NCL-kranken Kindern gesammelt.
- Im Januar 2010 sammelten die Hege Helping Hands bei ihrer Aktion „Hege Hilft Haiti“ innerhalb kürzester Zeit 5000 Euro für die Opfer des Erdbebens von Haiti.[5] Daraufhin wurden sie von Thomas Gottschalk für ihr Engagement in die ZDF Spendengala eingeladen. Bei seinem Gegenbesuch in der Schule boten die Schüler Herrn Gottschalk die Wette an, innerhalb eines Monats die Spendensumme auf 50.000 Euro zu erhöhen. Mit der Unterstützung vieler Prominenter (u. a. Marc Bator, Jasmin Wagner, Bastian Reinhardt, Ian K. Karan, Alfons, Rhea Harder, Michael Stich, Rodolfo Cardoso, Udo Lindenberg), zweier Hamburger Einkaufszentren (Europa Passage und Alstertal-Einkaufszentrum) sowie vieler Geschäftsleute und privater Spender gelang es ihnen, diese Wette zu gewinnen.

Für ihr Engagement wurden die Hege Helping Hands 2007 mit der Ehrennadel der Bezirksversammlung Hamburg-Nord ausgezeichnet.

## Partnerschulen
Das Gymnasium Eppendorf betreibt regelmäßige Austauschprogramme mit
- drei Schulen in Ipswich, England (Ipswich School, Ipswich High School for Girls, St. Joseph’s)
- der Huntington School in York, England
- dem Collège Lavoisier in Paris, Frankreich
- der Spruce Grove Composite High School in Spruce Grove bei Edmonton, Kanada

## Bekannte Ehemalige
| - Dirk Bielefeldt - Hendrikje Blandow-Schlegel - Wolfgang Borchert - Thomas Born - Maria Gresz - Hubert Kelter - Kristina Lüdke - Erich Lüth - Peter Mählmann - Christoph M. Ohrt - Robert Platow | - Jens-Peter Ostendorf - Paul Rohloff - Jürgen Roland - Patricia Thielemann - Peter Tamm - Ernst Uhrlau - Thomas Völsch - Philip Voges - Christof Prick - Gunther Beth |

## Bekannte Lehrkräfte
- Ellen Hickmann
- Cläre Lehmann (1874–1942) unterrichtete zwischen 1914/15 und 1918 an der Oberrealschule Eppendorf.[7]

### Engagement der Ehemaligen
Etwa 1954 wurden W. Schneider und K. Kiessner von der Schule gebeten, den Zusammenhalt der ehemaligen Schüler der Wissenschaftlichen Oberschule für Jungen in Eppendorf zu pflegen und zu fördern. Dies wurde von beiden ohne Vereinsgründung bewerkstelligt. Sie richteten ein Schülersonderkonto ein, um auf diese Weise die Schularbeit in Hinblick auf Öffentlichkeitsarbeit und die Verbindung zu den Ehemaligen zu unterstützen. So wurde der Druck der Jahresberichte auch mit Spenden von den Ehemaligen unterstützt. 1960 schrieben K. Kiessner und W. Schneider „vom Siechtum“ der Ehemaligen Vereinigung. 1961 wurde die Ehemaligen Vereinigung von J. Metzinger und G. Schroeder weitergeführt als Brücke zwischen den „ehemaligen Eppendorfern“ und der „alten Schule“.
Im Jahr 1964 wurde die „Vereinigung der Ehemaligen des Gymnasiums Eppendorf“ gegründet. Als Ansprechpartner fungierte der Studienrat Menzel. Für einen Jahresbetrag von mindestens 5,- DM würde die Schülerzeitschrift „Das Periskop“ und der Jahresbericht zugesandt.
Das Engagement der Ehemaligen hat sich in Grenzen gehalten.
Der Verein „Hegemalige“ bestand seit dem Jahr 2000 und unterstützte die pädagogische Arbeit der Schule etwa durch die Mitorganisation der jährlich stattfindende Berufsbörsen oder durch die Stiftung des Schülerpreises „Offene Tür“ für soziales Engagement. Der Verein „Hegemalige e. V.“ ist im Mai 2018 im Vereinsregister Hamburg gelöscht worden.